# Monte Olibano
Il monte Olibano è un vulcano italiano quiescente situato a Pozzuoli, nel complesso dei Campi Flegrei, in Campania.

## Geografia
Il monte Olibano è un duomo di lava di trachite alto 155 m. Sovrasta la costa nord del golfo di Pozzuoli; sulle sue pendici è presente l'Accademia aeronautica di Pozzuoli. Poggia sui depositi del monte Spina ed è a sua volta coperto da altri prodotti eruttivi, in particolare dalle emissioni della Solfatara, di cui costituisce la parte più alta della cintura craterica.

## Geologia
Il monte Olibano è superficialmente formato di trachite. Dal lato di mezzogiorno, lungo la spiaggia, si osserva distintamente la giacitura della trachite; la quale, nel luogo un tempo detto "la petriera", è più di 20 m alta e finisce col perdersi nel mare. Quivi riposa sopra un cumulo di scorie trachitiche mescolate con frammenti e grossi pezzi di tufo vulcanico: come poi la trachite trascende sul pendio del monte Olibano, gradatamente si assottiglia e si spande sia dalla parte occidentale che da quella orientale ricoprendo gli strati di stufo che nella linea di contatto hanno cambiato il colore giallastro in rossigno. Dalla parte settentrionale, la trachite non offre limite distinto ed il confine ad essa assegnato va secondo la linea dove finiscono di mostrarsi i grossi massi distaccati della medesima roccia.
La roccia vulcanica che lo costituisce, grigio scura, è fratturata come frutto della contrazione della lava durante il suo raffreddamento e dell'idro-termalismo.

## Storia
Il duomo di lava del monte Olibano si è formato durante un'unica eruzione che si è prodotta fra 3800 e 4100 anni fa, forse verso il 2080 a.C.; si tratta quindi di un vulcano monogenico. Il suo indice di esplosività vulcanica è di 2, ha prodotto un volume di 10 milioni di metri cubi di lava fluida.
La parte verso il mare del monte, a ridosso dell'Accademia Aeronautica, è stata fatta scavare dal viceré Pedro Afán de Ribera che, da Bagnoli, fece tagliare il monte Dolce ed il monte Olibano, ricoperti da durissime lave vulcaniche e già attraversati dall'acquedotto romano del Serino.